# Змеево (Чистопольский район)
Змеево — село в Чистопольском районе Республики Татарстан. Расположено на берегу Куйбышевского водохранилища, в 7 км к северо-востоку от г. Чистополь.

## История
Основано во 2-й половине XVII века. В дореволюционных источниках известно также под названием Змеево Городище, Воскресенское. До реформы 1861 г. жители относились к категории помещичьих крестьян. Занимались земледелием, разведением скота, кузнечным, плотничным промыслами, изготовлением вожжей и верёвок. В начале 20 в. в Змеево функционировали Воскресенская церковь (построена в 1742 г., памятник архитектуры), земская школа (открыта в 1886 г.), бакалейная лавка. В этот период земельный надел сельской общины составлял 518 дес.
До 1920 г. село входило в Больше-Толкишевскую волость Чистопольского уезда Казанской губернии. С 1920 г. в составе Чистопольского кантона ТАССР. С 10.08.1930 г. в Чистопольском районе.

## Население
Число жителей: в 1782—476 душ мужского пола, в 1859 г. — 999, в 1897 г. — 1597, в 1908 г. — 1460, в 1920 г. — 1342, в 1926 г. — 1261, в 1938 г. — 600, в 1949 г. — 454, в 1958 г. — 472, в 1970 г. — 246, в 1979 г. — 102, в 1989 г. — 42 чел.
На 2002 г. — 21 житель (русские).

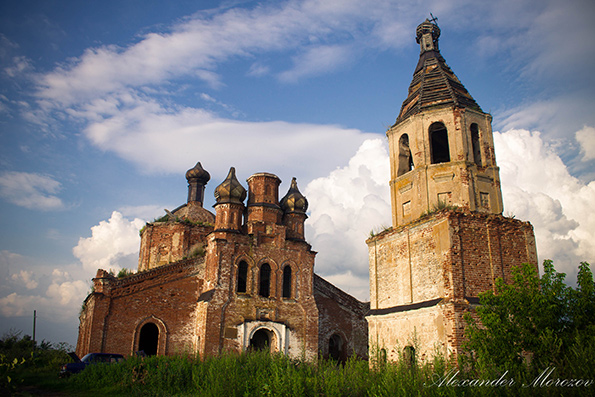
Воскресенская двух-престольная церковь с. Змеево, построена в 1742 г.
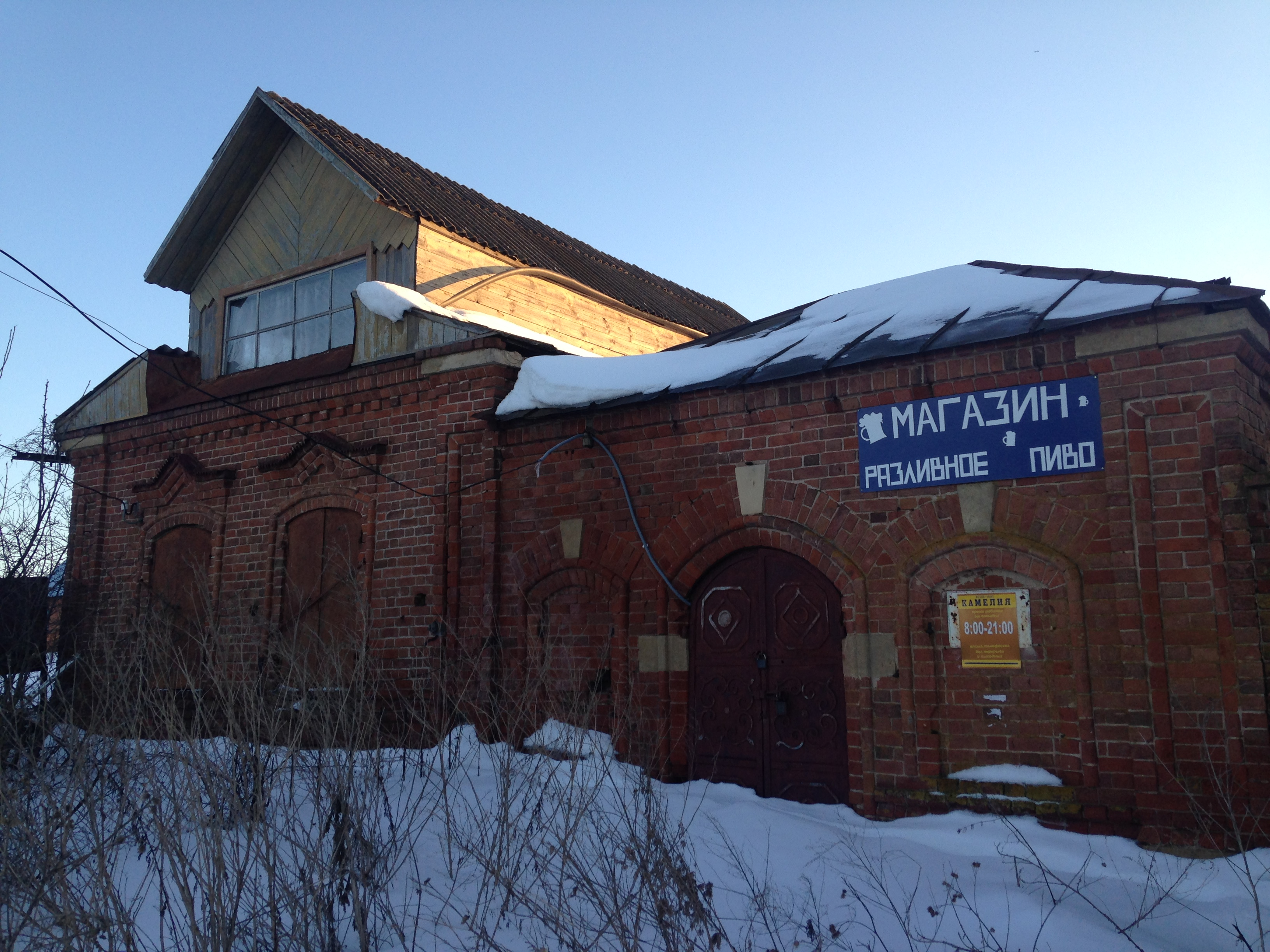
Усадьба Ивана Плясова (1887 г.)